# 릴 존
예명 릴 존으로 더 알려진, 조너선 모티머 스미스(Jonathan Mortimer Smith, 1971년 1월 27일),~)는 래퍼 겸 프로듀서이다.

## 프로듀싱
그는 래퍼로 처음 데뷔하였다. 프레더릭 더글러스 고등학교를 졸업하고, 마음에 맞는 래퍼들과 팀을 만들어 힙합을 하기 시작하였다. 그는 1997년 《Lil Jon & the East Side Boyz》의 1집 앨범 《Get Crunk, Who U Wit》라는 앨범으로 신개념 힙합 장르인 〈Crunk〉를 만들었다.〈Crunk〉는 〈Crazy〉와 〈Drunk〉의 합성어인데,이 장르는 클럽 음악과 비슷하며 릴 존의 거친 래핑이 더해지는 것이 특징이다. 대표적인 〈Crunk〉뮤직은 R&B 뮤지션 어셔와 루다크리스가 같이 참여한 《Yeah》라는 노래이다.

## 같이 보기
- 대중음악의 별명 목록